# Высокоэффективная тонкослойная хроматография

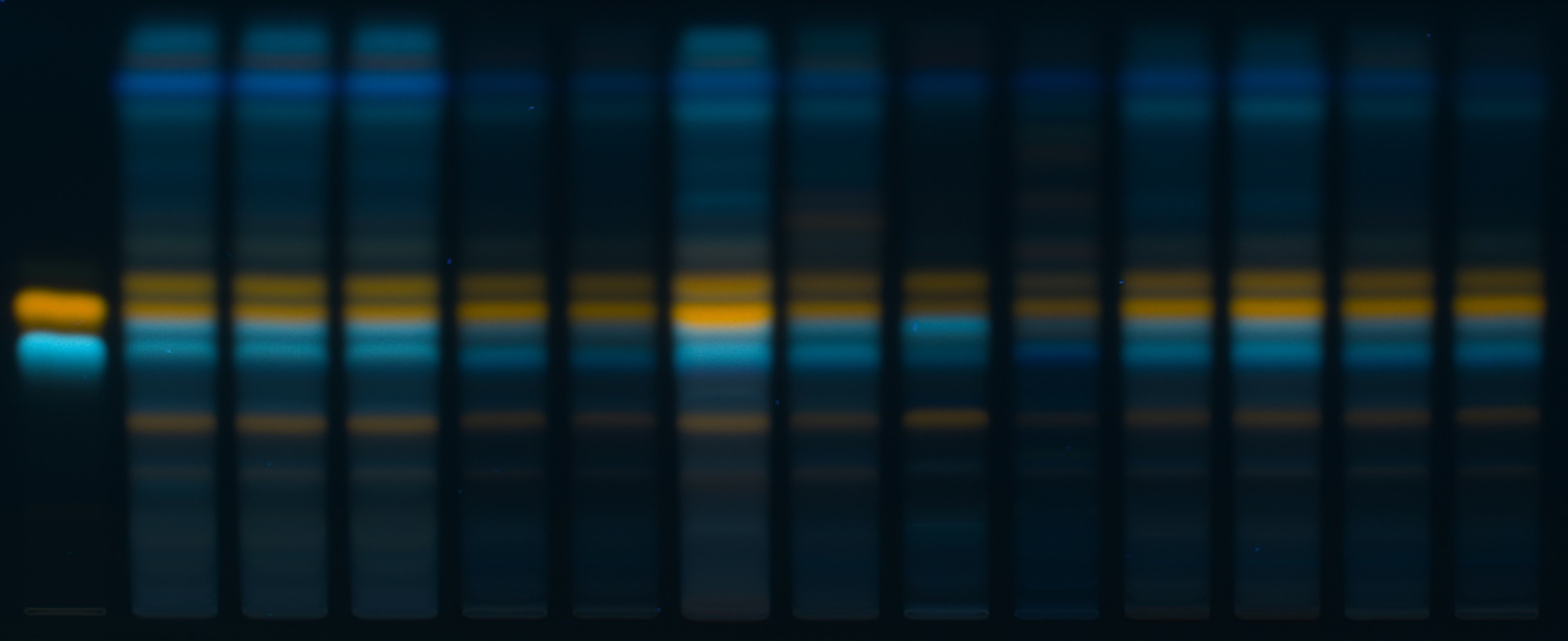
Типовая хроматограмма ВЭТСХ настойки боярышника

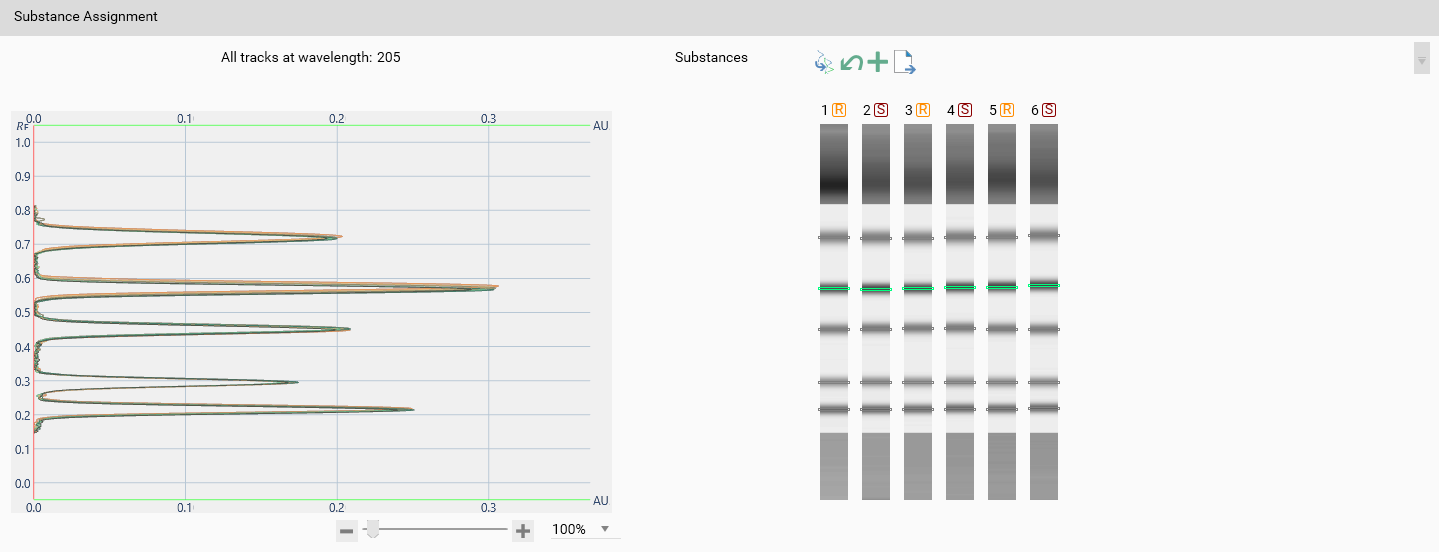
Типовая денситограмма

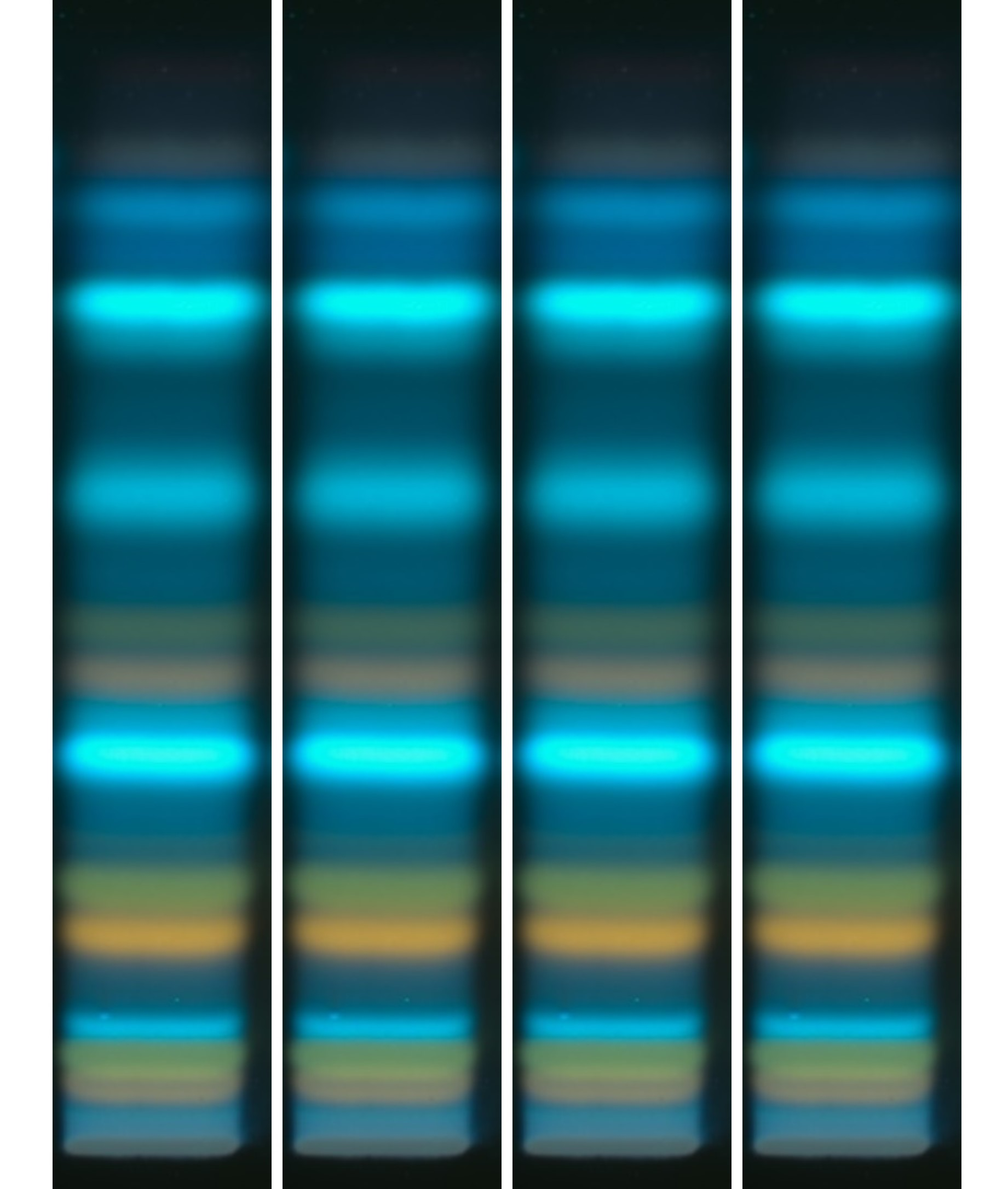
"Виртуальная" пластина ВЭТСХ

 Высокоэффективная тонкослойная хроматография  (ВЭТСХ, англ. HPTLC) – это физико-химический метод анализа, усовершенствованная форма тонкослойной хроматографии (ТСХ), где разделение веществ осуществляется в высокоэффективных тонких слоях с помощью автоматизированного оборудования, обеспечивая улучшенную разделительную эффективность. 
По эффективности разделения и воспроизводимости метод высокоэффективной тонкослойной хроматографии превосходит прочие методы планарной хроматографии – бумажную и тонкослойную хроматографии.

## История
Описываемый метод сформировался постепенно. Первым исследователем, начавшим работать в этом направлении, был Э. Шталь. Исходя из полученных результатов и потенциальных возможностей ВЭТСХ, его создание можно назвать вторым рождением ТСХ . В 1975 году с получением первых пластинок с закрепленным слоем, возник термин «ВЭТСХ», который стал ассоциироваться с более высокой эффективностью разделения (за один цикл анализа можно полностью разделить до 40 различных веществ); воспроизводимостью (стандартное отклонение обычно 2%) и пределом обнаружения (вплоть до пикограмма на зону/10-12) . В международном сообществе термин ВЭТСХ строго определенного значения не получил. В одних случаях, ВЭТСХ называют такую аналитическую технику, при которой исследуемый образец наносится и оценивается с помощью автоматизированного оборудования, а разделение происходит на соответствующих пластинах, что обеспечивает улучшенную разрешающую способность; в других, – определение ВЭТСХ ассоциируют с применением соответствующих пластин. В 1978 году на рынке появились ВЭТСХ пластины с модифицированным силикагелем, а в 1984 году была разработана автоматическая камера для многократного градиентного элюирования (AMD), обладающая высокой разделительной способностью. В 1995 году были выпущены готовые пластины ВЭТСХ, с закрепленным слоем, имеющие частицы сферической формы; в 2001 году на рынке стали доступны готовые пластинки ВЭТСХ с монолитным слоем. Последние известны как микропластинки ВЭТСХ (ультратонкие ВЭТСХ пластинки, англ. UTLC), под тем названием, под которым они выпускаются; техника, где используются данные пластины, также имеет одноименное название – микротонкослойная хроматография (англ. UTLC). С 2000 года ведутся работы по комбинированию ВЭТСХ с масс-спектрометрией . История развития оборудования ВЭТСХ приведена в работе авторов  На сегодня, все этапы ВЭТСХ (нанесение, элюирование, дериватизация, детектирование, документирование) стандартизованы и автоматизированы, а управление процесса контролируется с помощью программного обеспечения. С 2019 г. компания CAMAG, швейцарский производитель оборудования ВЭТСХ, начала выпускать линейку модульного оборудования ВЭТСХ, состоящую из модулей для хранения, нанесения, элюирования, дериватизации, детектирования и МС-интерфейса; где пластинка перемещается из модуля в модуль с помощью конвейера, впервые в ВЭТСХ, используя принцип «онлайн» работы, обеспечивая полную автоматизацию, лучшую воспроизводимость и высокую пропускную способность .

## ВЭТСХ в фармакопейном анализе и международных компендиумах
В 2009 г. вышло в свет первое издание компендиума по диетическим добавкам Американской фармакопеи, где в приложениях были приведены как ТСХ, так и ВЭТСХ методики на растения и включены цветные иллюстрации снимков хроматограмм. В 2013 г. Американская фармакопея выпустила онлайн-компендиум растительных средств с постоянно обновляющимися монографиями, где в методиках ТСХ регламентировались условия проведения анализа (температура, влажность), был указан средний размер частиц пластин, а также приводились снимки ВЭТСХ-хроматограмм. По сути, произошла плавная трансформация методик ТСХ в ВЭТСХ. В августе 2015 г. в официальное издание USP 38-NF 33 были введены две общие статьи по ВЭТСХ . В 2017 г. общая статья ВЭТСХ для качественного анализа лекарственного растительного сырья была включена и в Европейскую фармакопею .  С 2017 г. Международная ассоциация ВЭТСХ проводит работу по разработке «Международного атласа для идентификации лекарственного растительного сырья».

## Принципы метода
Принцип метода и этапы хроматографического процесса ВЭТСХ идентичны классической ТСХ. Главное отличие заключается в характеристике пластин для разделения, стандартизации условий и автоматизации хроматографического процесса, что позволяет достичь максимальной эффективности и воспроизводимости анализа. Разделение основано на процессах адсорбции, распределения, ионного обмена и их комбинации при взаимодействии молекул вещества, растворенных в подвижной фазе с ее молекулами и поверхностью неподвижной фазы (НФ), результатом которых является разделение смеси на зоны (пятна).
К основным этапам хроматографирования относят: нанесение образцов, элюирование, дериватизацию, детектирование. В зависимости от цели исследования детектирование и оценка анализа ВЭТСХ могут осуществляться с помощью снимка пластины в ультрафиолетовом (254 нм, 366 нм) и белом свете, денситометрически (190-900 нм) (используется преимущественно для количественного определения), путем регистрации биолюминесценции (биодетекция) . Для дополнительного исследования веществ возможно сочетание с другими физико-химическими методами, например с масс-спектрометрией с прямым экстрагированием зоны вещества с сорбента и его перенос в МС детектор для масс-спектрометрического анализа.

## Пластины для ВЭТСХ
ВЭТСХ пластины имеют меньший средний размер частиц силикагеля, например, 5-7 мкм, с более узким распределением и однородной толщиной слоя, благодаря чему увеличивается скорость, эффективность и чувствительность анализа. Поэтому ВЭТСХ позволяет проводить не только качественный, но и количественный экспресс анализ различных проб. Слой обычно состоит из высокоэффективного стандартизованного силикагеля (толщина слоя – 200 мкм, реже – 50 и 100 мкм) с размером пор 60 Ангстремов, полимерного связующего и флуоресцентного индикатора (F254), закрепленных на подложке – стеклянной или алюминиевой пластине (реже пластике). Стандартный формат пластин – 20х10 см или 10х10. Силикагель является наиболее широко используемым сорбентом (используется в 90 % случаев). Различают стандартный силикагель, в том числе с концентрирующими зонами, модифицированный силикагель для нормально - и обращенно-фазовой хроматографии. Реже в качестве сорбентов применяются оксид алюминия, целлюлоза, кизельгур и др.

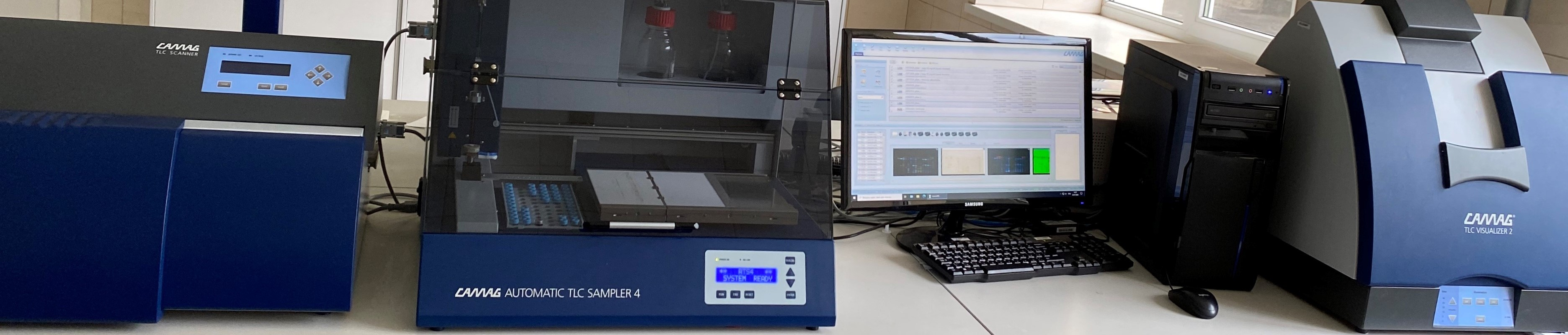
Автоматизированное оборудование ВЭТСХ

## Типичное оборудование для ВЭТСХ включает
- устройство для нанесения заданных объемов исследуемых образцов в виде полос, обеспечивающий контроль размеров полос нанесения и их расположения;
- подходящую хроматографическую камеру (как правило, камеру с двумя желобами), позволяющую контролировать насыщение и расстояние для элюирования;
- устройство, позволяющее контролировать активность стационарной фазы посредством контроля относительной влажности;
- устройство для (воспроизводимого) высушивания пластинок после элюирования;
- устройства для нанесения реагента на пластинку и ее нагревания на этапе дериватизации;
- устройство электронного документирования хроматограмм при УФ свете (254 нм, 366 нм) и белом свете (визуалайзер);
- устройство для количественного определения (спектроденситометр);
- устройство для экстрагирования зоны вещества с сорбента и его перенос на масс-спектрометр для последующего анализа (интерфейс для масс-спектрометрии);
- программное обеспечение, позволяющее проводить оценку изображений, спектров [10] [11].

## Применение
Метод ВЭТСХ применяется для идентификации и контроля примесей, количественного анализа  маркерных веществ, мониторинга стабильности, для решения задач прикладного характера. Основные области применения включают: контроль качества лекарственных растений, диетических добавок, фитопрепаратов; продуктов питания и кормов; фармацевтических препаратов; косметики; в биотехнологии; анализ запрещенных веществ в криминалистике; анализ веществ в биологических жидкостях при клинических исследованиях; использование в экологии.

### Книги
- Златкис А., Кайзер А. Высокоэффективная тонкослойная хроматография = HPTLC – High-Performance Thin-Layer Chromatography / пер. с англ. А. С. Бочков, под. ред. В. Г. Березкина. — Москва: МИР, 1979. — 245 с.
- Reich A., Schibli A. High Performance Thin-Layer Chromatography for the Analysis of Medicinal Plants (англ.). — New York: Thieme. — ISBN 1-58890-409-1.
- Spangenberg B., Poole C. F., Weins Ch. Quantitative Thin-Layer Chromatography. A Practical Survey (англ.). — Berlin: Springer, 2011. — ISBN 978-3-642-10727-6. — doi:10.1007/978-3-642-10729-0.
- 2.8.25. High-performance thin-layer chromatography of herbal drugs and herbal drug preparations // European Pharmacopoeia. — 9.0. — Strasbourg: EDQM, 2017. — P. 295–297.
- <203> High-performance thin-layer chromatography procedure for identification of articles of botanical origin // USP 38–NF 33 (англ.). — 1st Suppl. — Rockville: USP, 2015. — P. 7044-7046.

### Статьи
- Хохлова Е. А. Контроль качества настойки боярышника методом ВЭТСХ // Анналы Мечниковского института. — 2016. — № 3. — С. 56-60.
- Хохлова Е. А., Здорик А. А. Метод ВЭТСХ в фармакопейном анализе лекарственного растительного сырья и лекарственных растительных средств // Рецепт. — Т. 59, № 6. — С. 462-469.
- Mathon C., Ankli A., Reich E., Bieri S., Christen P. Screening and determination of sibutramine in adulterated herbal slimming supplements by HPTLC-UV densitometry (англ.) // Food Addit Contam Part A Chem Anal Control Expo Risk Assess. — 2014. — Vol. 31, no. 1. — P. 15-20. — doi:10.1080/19440049.2013.861934.
- Do T. T., Theocharis G., Reich E. Simultaneous Detection of Three Phosphodiesterase Type 5 Inhibitors and Eight of Their Analogs in Lifestyle Products and Screening for Adulterants by High-Performance Thin-Layer Chromatography (англ.) // J. AOAC Int.. — 2015. — Vol. 98, no. 5. — P. 1226-1233.
- Frommenwiler D. A, Reich E., Sudberg S., Sharaf M. H., Bzhelyansky A., Lucas B. St. John's Wort versus Counterfeit St. John's Wort: An HPTLC Study (англ.) // J. AOAC Int.. — 2016. — Vol. 99, no. 5. — P. 1204-1212. — doi:10.5740/jaoacint.16-0170.
- Khokhlova K. O., Zdoryk O. A. Investigation of the Physical, Chemical, and Microbiological Stability of Oral Solutions Compounded with Herbals (англ.) // International Journal of Pharmaceutical Compounding. — 2018. — Vol. 22, no. 3. — P. 240-246.
- Khokhlova K., Zdoryk O., Vyshnevska L. Chromatographic characterization on flavonoids and triterpenes of leaves and flowers of 15 crataegus L. species (англ.) // Natural Product Research. — 2018. — Vol. 22, no. 3. — P. 317-322. — doi:10.1080/14786419.2018.1528589.